# 莫莱夫里耶
莫莱夫里耶（法語：Maulévrier，法語發音：[molevʁije] ⓘ）是法国曼恩-卢瓦尔省的一个市镇，位于该省西南部，属于绍莱区。

## 地理
莫莱夫里耶（47°0'33"N, 0°44'42"W）面积33.42 平方千米，位于法国卢瓦尔河地区大区曼恩-卢瓦尔省，该省份为法国西部内陆省份，大致对应安茹地区，北起顺时针与马耶讷省、萨尔特省、安德尔-卢瓦尔省、维埃纳省、德塞夫勒省、旺代省、大西洋卢瓦尔省和伊勒-维莱讷省接壤。
与莫莱夫里耶接壤的市镇（或旧市镇、城区）包括：图勒蒙德、紹萊、莫日地区马济耶尔、拉泰苏阿勒、伊泽尔奈、圣皮埃尔-德塞绍布罗涅。

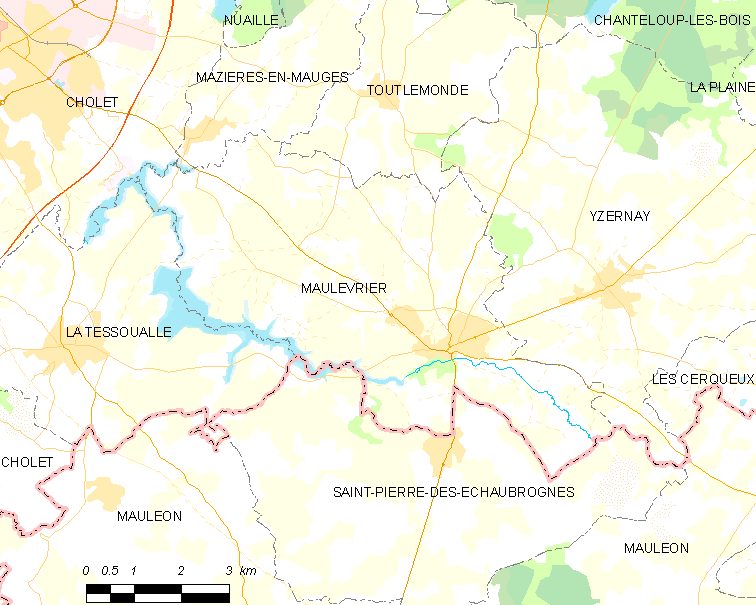
莫莱夫里耶的OSM定位图

莫莱夫里耶的时区为UTC+01:00、UTC+02:00（夏令时）。

## 行政
莫莱夫里耶的邮政编码为49360，INSEE市镇编码为49192。

## 政治
莫莱夫里耶所属的省级选区为绍莱第二县。

## 人口

1962-2008年间莫莱夫里耶人口变化图示

莫莱夫里耶于2022年1月1日时的人口数量为3206人。